# Soera De Glorieuze Ochtend
Soera De Glorieuze Ochtend is een soera van de Koran.
De soera is vernoemd naar de glorieuze ochtend waarbij gezworen wordt in de eerste aya. De soera maakt duidelijk dat God je niet verlaat; de wees heeft hij gevonden en onderdak gegeven. Er is verder een oproep om de smekende bedelaar niet te verjagen.

## Bijzonderheden
De genoemde wees kan worden gezien als een verwijzing naar Mohammed. In Lawrence of Arabia reciteert Lawrence de eerste aya's en verbaast zo de omstanders dat hij deze kent.